# Avinguda Carrilet (metrostation)
Avinguda Carrilet, ook bekend als L'Hospitalet-Av. Carrilet, is een metrostation en een Ferrocarrils de la Generalitat de Catalunya (FGC) stoptreinstation in L'Hospitalet de Llobregat. Het station ligt op de kruising van Rambla Marina en Avinguda del Carrilet. Het huidige spoorwegstation is geopend in 1985 en verving het oude station uit 1912. Op 24 april 1987 werd het metrostation geopend.

## Lijnen
- TMB Metro van Barcelona - L1
- FGC Metro van Barcelona - L8
- FGC Metro del Baix Llobregat - R5, R6, S33, S4, S8